# Водянська сільська громада (Черкаська область)
Водянська сільська об'єднана територіальна громада — колишня об'єднана територіальна громада в Україні, у Шполянському районі Черкаської області. Адміністративний центр — село Водяне.
Утворена 29 травня 2017 року шляхом об'єднання Веселокутської, Водянської, Кавунівської, Лип'янської, Маслівської, Нечаєвської та Ярославської сільських рад Шполянського району.
У 2017 році ЦВК спочатку призначила перші вибори у громаді, однак згодом скасувала це рішення. 17 червня 2017 року Лип'янська, а 7 червня 2018 року Кавунівська і Маслівська сільські ради скасували свої рішення про добровільне об'єднання у Водянську громаду, згодом ухваливши рішення про об'єднання в Лип'янську громаду.

## Населені пункти
До складу громади входило 11 сіл: Веселий Кут, Витязеве, Водяне, Кавунівка, Козачани, Лип'янка, Маслове, Межигірка, Нечаєве, Нова Ярославка та Ярославка.